# Comuna Șnîriv, Brodî
Șnîriv (în ucraineană Шнирів) este o comună în raionul Brodî, regiunea Liov, Ucraina, formată din satele Bileavți, Bovdurî, Klekotiv și Șnîriv (reședința).

## Demografie
Componența lingvistică a comunei Șnîriv
     Ucraineană (99,39%)
     Alte limbi (0,49%)
Conform recensământului din 2001, majoritatea populației comunei Șnîriv era vorbitoare de ucraineană (99,39%), existând în minoritate și vorbitori de alte limbi.